# Златопруги даждевњак
Златопруги даждевњак (лат. Chioglossa lusitanica, енгл. Gold-striped salamander) је водоземац из реда репатих водоземаца (Caudata) и породице даждевњака и мрмољака (лат. Salamandridae). 

## Распрострањење
Врста има станиште у Шпанији и Португалу.

## Станиште
Станишта врсте су шуме, планине, жбунаста вегетација и слатководна подручја.

## Угроженост
Ова врста се сматра рањивом у погледу угрожености врсте од изумирања.